# Shino Watabe
Shino Watabe (渡部思乃 Watabe Shino?) (Tokio, 1970) es una artista japonesa que ha residido y trabajado en México, de manera permanentemente, desde 1990. Ha realizado numerosas muestras, tanto colectivas como individuales. Más recientemente, viene colaborando con el grupo de artistas japonesas, “Flor de Maguey”. En 2008, Watabe perdió parcialmente la vista a causa de una enfermedad, lo que no le ha impedido continuar ni su labor creativa ni la organización de exposiciones.

## Biografía
Nació en Tokio, la capital japonesa, en 1970. Según su propio testimonio, fue una niña solitaria que creció “con fuego en su corazón.” En vez de ver las cosas hacia afuera, prefirió el retraimiento.
De 1985 a 1988, estudió en una preparatoria Joshibi High School of Art and Design afiliada a la Joshibi University of Art and Design (Universidad de bellas artes para mujeres). De 1987 a 1988, estudió pintura y dibujo en la “Escuela vespertina de Bellas Artes” del Seminario Yoyogi. De 1988 a 1990, regresó a la “Universidad de bellas artes para mujeres” donde concluyó la maestría en pintura. En 1990, viajó a la Ciudad de México a estudiar en la Escuela Nacional de Artes Plásticas de la UNAM. Allí estudió bajo la dirección de Jesús Martínez, Pedro Ascencio y Gilberto Aceves Navarro.
Desde su llegada a México, Watabe ha vivido en la capital, y empezó a hablar español poco después de su llegada. Es una de las muchas artistas japonesas que llegan a México por la falta de oportunidades en su país. Watabe no planea residir nuevamente en Japón.
En 2008, Watabe perdió parcialmente la vista a causa de una enfermedad, lo que no le ha impedido continuar ni su labor creativa ni la organización de exposiciones, tanto colectivas como individuales.

## Carrera

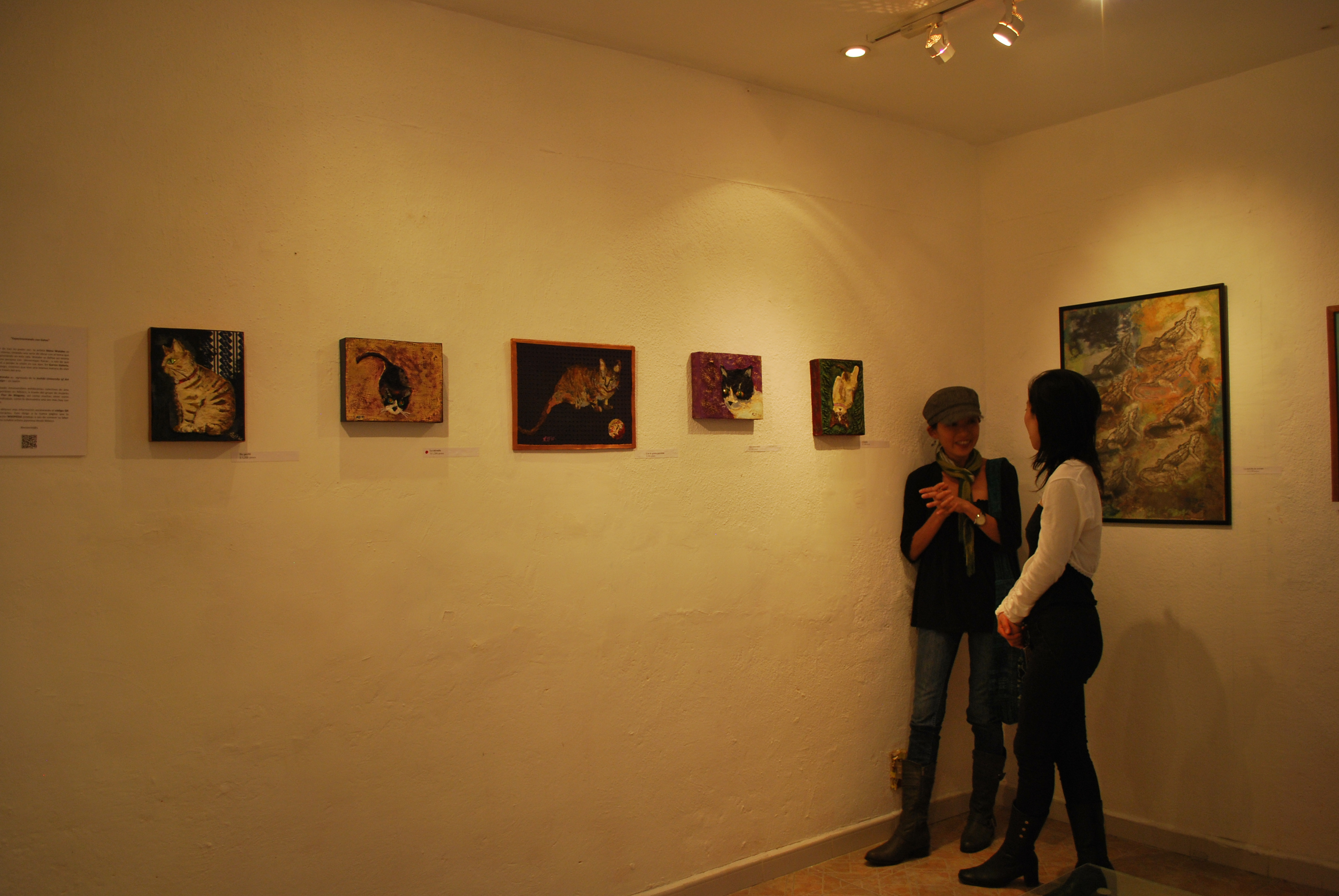
Shino Watabe y Shoko Sumi en la apertura "Experimentando con gatos" exhibición en Garros Galería.

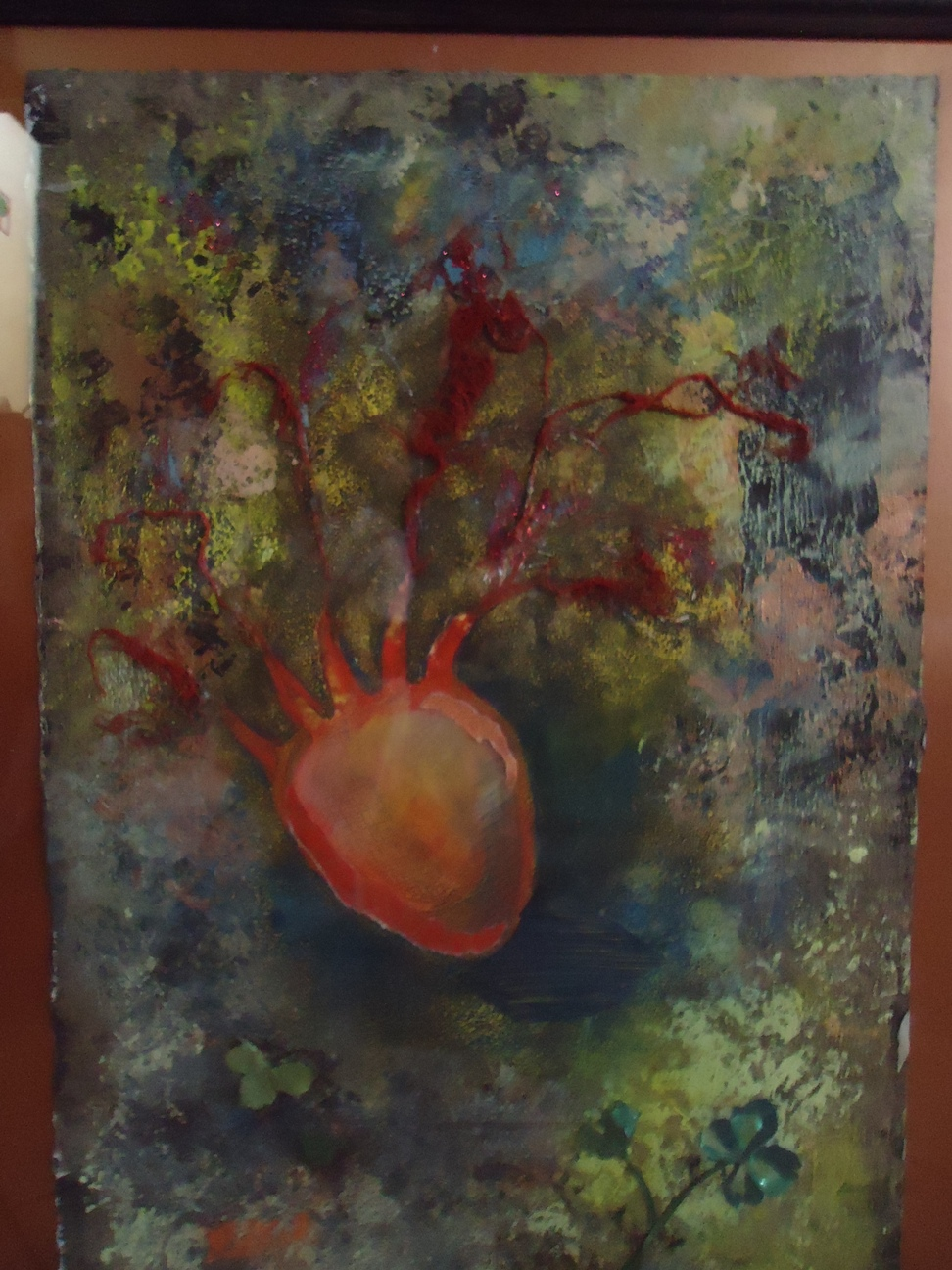
Una obra de Watabe

Al inicio de su carrera, Watabe participó en diez muestras colectivas en Japón y México. Entre las individuales, se cuentan: Desde mi infancia, en el Centro Cultural San Ángel Ciudad de México (1994); Esencias visibles e invisibles, en la Galería Coyoacán de la Ciudad de México (1995); Corrompidos en la Cafetería el Cafeciofono de la Ciudad de México (1996); Rincón Nostálgico, en el Parque Arturo Mundet de la Ciudad de México (1998); Luchando por proteger la sensibilidad, en la Casa de la Cultura México-Japón Ciudad de México (1999); La Búsqueda de mi ser, en la Cafetería El Infinito de Monterrey (2001); Venta de obras de Shino Watabe, en la Casa Antigua en McAllen, Texas (2005) y Corazón de Piedra, en el Museo Histórico de Reynosa, en Reynosa, Tamaulipas (2006).  En 2011, presentó una muestra hecha con materiales reciclables en forma de cosas como violines o imágenes de gatos. Dicha muestra se organizó en el restaurante Tarragona, Bocados del Mundo, de la Ciudad de México. En ella, se incorporaron materiales como cartón, cartones de cajas de huevo y colillas de cigarro. En el 2012, exhibió Experimentando con gatos en la Garros Galería.
En 1997 su trabajo fue mencionado por la revista “Trabajo Social”, publicada por la UNAM.
Watabe pertenece a un grupo de artistas mexicanas y japonesas, “Flor de Maguey”, residentes en la Ciudad de México, en el cual también participan escultores como Beatrix Lazo, Keiko Toda, pintores como Shoko Sumi , Midori Suzuki y grabadores como Patricia Medillín y Sumi Hamano. El grupo realiza frecuentes muestras colectivas. Los trabajos realizados por el grupo “Flor de Maguey” reflejan, mediante pinturas, esculturas,  las tradiciones, la vida y la naturaleza de los países representados en el grupo. En 2011, realizó una muestra junto con su compañera, Patricia Medillín, llamada “Perspectivas Femeninas”, en el Foro Cultural Casa Hilvana, para conmemorar el Día Internacional de la Mujer International. En 2012, una muestra grupal, esta vez, fue “Cuatro mujeres, cuatro perspectivas del grupo de artistas Flor de Maguey”, realizada en el Espacio Japón de la Ciudad de México. En esta muestra, Watabe presentó quince pinturas motivadas por el sismo ocurrido ese año en Japón.

## Estilo
El trabajo de Watabe es en su mayor parte autobiográfico, influido fuertemente por el arte figurativo.  A pesar de haber residido en México durante más de veinte años, sus obras aún reflejan la fuerza de la estética japonesa. Su creatividad es introvertida. Relata historias de cuando era niña, de cuando solía recoger piedras del río porque brillaban al estar mojadas. Sin embargo, al llegar a la casa, las piedras estaban secas y se veían menos atractivas. Se dio cuenta de que lo mismo pasa con las palabras que uno dice: son profundas cuando se las piensa; pero, al decirlas, pierden importancia. Por esa razón hace autorretratos, ya que pone parte de su interior en la pintura. Realizó un autorretrato justo después del terremoto en Japón para demostrar sus sentimientos sobre el desastre. La mayor parte de sus trabajos expresan dolor y melancolía, aunque siempre con un toque de fuerza. Dice que, con entusiasmo y amor, se puede continuar aunque haya dificultades. Por otra parte, sus pinturas incluyen dos tipos de mujeres: unas, con una apariencia mágica y las otras, cuya apariencia semeja a flores. En ambos casos, Watabe utiliza colores intensos.